# Schönhausen (Elbe)
Schönhausen is een gemeente in de Duitse deelstaat Saksen-Anhalt, en maakt deel uit van de Landkreis Stendal.
Schönhausen (Elbe) telt 2.134 inwoners.

## Indeling gemeente
De volgende Ortsteile maken deel uit van de gemeente:
- Hohengöhren
- Hohengöhrener Damm
- Schönhauser Damm

## Geboren
- Otto von Bismarck (1815-1898), Minister-president van Pruisen (1862-1890), bondskanselier van de Noord-Duitse Bond (1867-1871) en rijkskanselier van het Duitse keizerrijk (1871-1890)

Aland ·
Altmärkische Höhe ·
Altmärkische Wische ·
Arneburg ·
Bismark (Altmark) ·
Eichstedt (Altmark) ·
Goldbeck ·
Hassel ·
Havelberg ·
Hohenberg-Krusemark ·
Iden ·
Kamern ·
Klietz ·
Osterburg (Altmark) ·
Rochau ·
Sandau (Elbe) ·
Schollene ·
Schönhausen (Elbe) ·
Seehausen (Altmark) ·
Stendal ·
Tangerhütte ·
Tangermünde ·
Vinzelberg ·
Werben (Elbe) ·
Wust-Fischbeck ·
Zehrental